# 毛花报春茜
毛花报春茜（学名：Leptomischus erianthus）为茜草科报春茜属下的一个种。

## 扩展阅读
- 維基物種上的相關：毛花报春茜